# Thierry Marichal
Thierry Marichal (Leuze-en-Hainaut, 13 juni 1973) is een voormalig Belgisch wielrenner. Na zijn actieve wielerloopbaan werd Marichal ploegleider bij Verandas Willems.

## Belangrijkste overwinningen
1997
- Eindklassement Ronde van het Waalse Gewest

1999
- 1e etappe Ronde van Picardië
- Le Samyn

2000
- 4e etappe Circuit Franco-Belge
- 5e etappe Ronde van Beieren

2005
- Duo Normand (met Sylvain Chavanel)

## Resultaten in voornaamste wedstrijden
| Jaar | Ronde van Italië | Ronde van Frankrijk | Ronde van Spanje |
| ---- | ---------------- | ------------------- | ---------------- |
| 1995 |                  |                     |                  |
| 1998 |                  |                     | 86e              |
| 1999 |                  | 128e                |                  |
| 2000 |                  | 101e                |                  |
| 2001 |                  |                     |                  |
| 2002 | 97e              | 126e                |                  |
| 2003 | opgave           |                     |                  |
| 2004 |                  | 101e                |                  |
| 2005 | 125e             | 127e                |                  |
| 2006 | opgave           |                     | 45e              |
| 2007 |                  |                     |                  |

| Jaar | Milaan-San Remo | Gent-Wevelgem | Ronde van Vlaanderen | Parijs-Roubaix | Amstel Gold Race | Luik-Bast.‑Luik | Bretagne Classic | Parijs-Brussel |
| ---- | --------------- | ------------- | -------------------- | -------------- | ---------------- | --------------- | ---------------- | -------------- |
| 1995 |                 |               |                      |                |                  |                 |                  | 83e            |
| 1998 |                 | 54e           |                      | 36e            |                  |                 |                  |                |
| 1999 | 133e            | 84e           | 42e                  |                |                  |                 |                  | 52e            |
| 2000 | 154e            |               | 50e                  | 45e            | 82e              |                 | 9e               |                |
| 2001 | 102e            |               |                      |                |                  |                 |                  | 85e            |
| 2002 | 128e            | 52e           |                      | 42e            |                  |                 |                  |                |
| 2003 |                 |               |                      |                |                  |                 |                  |                |
| 2004 | 180e            |               | 11e                  | 32e            |                  | 108e            |                  |                |
| 2005 |                 |               |                      |                | 106e             | 71e             |                  | 95e            |
| 2006 | 137e            |               | 40e                  |                |                  | 77e             |                  |                |
| 2007 |                 | 97e           | 114e                 |                |                  |                 |                  |                |

## Ploegen
- 1995 - Cédico-Ville de Charleroi (stagiair vanaf 01-09)
- 1996 - Cédico-Ville de Charleroi
- 1997 - Cédico-Ville de Charleroi
- 1998 - Lotto-Mobistar
- 1999 - Lotto-Mobistar
- 2000 - Lotto-Adecco
- 2001 - Lotto-Adecco
- 2002 - Lotto-Adecco
- 2003 - Lotto-Domo
- 2004 - Lotto-Domo
- 2005 - Cofidis, le Crédit par Téléphone
- 2006 - Cofidis, le Crédit par Téléphone
- 2007 - La Française des Jeux

Wielerploegen van Thierry Marichal
Aerts · De Waele · De Wolf · Detilloux · Dierckxsens · Eeckhout · Farazijn · Feys · Laukka · Madouas · Marichal · Peers · Planckaert · Tchmil · Teterioek · Van de Wouwer · Van Hyfte · Vandenbroucke · Verbrugghe · Verheyen · Willems
Aerts · Beeckman · De Waele · Demarbaix · Detilloux · Durand · Feys · Laurent · Lhoir · Marichal · Peers · Planckaert · Tchmil · Van de Wouwer · Van Hyfte · Vandenbroucke · Verbrugghe · Verheyen · Wuyts
Aerts · Baguet · Beeckman · D'Hollander · De Waele · Demarbaix · Detilloux · Durand · Heselmans · Lhoir · Marichal · Tchmil · Van de Wouwer · Van Hyfte · Van Lancker · R. Verbrugghe · Verheyen · Wuyts · Gardeyn (stagiair) · Van Speybroeck (stagiair) · I. Verbrugghe (stagiair)
Aerts · Baguet · Blijlevens · Braikia · Brandt · D'Hollander · De Clercq · De Waele · Eeckhout · Gardeyn · Marichal · Michajlov · Paulissen · Tchmil · Van de Wouwer · Van Dyck · van Gulik · Van Hyfte · Van Lancker · Van Speybroeck · I. Verbrugghe · R. Verbrugghe · Vermaut · Amorison (stagiair) · Van Huffel (stagiair) · Van Impe (stagiair)
Aerts · Amorison · Baguet · Braikia · Brandt · D'Hollander · De Clercq · Detilloux · Eeckhout · Gardeyn · Marichal · McEwen · Michajlov · Stremersch · Tchmil · Van de Wouwer · Van Dijk · van Gulik · Van Impe · Van Lancker · Van Petegem · Van Speybroeck · I. Verbrugghe · R. Verbrugghe · Vermaut · Vierhouten · Caethoven (stagiair) · D'Haese (stagiair) · Van der Slagmolen (stagiair)
Baguet · Brandt · D'Hollander · De Clercq · Detilloux · Eeckhout · Gardeyn · Gates · Hoste · Marichal · McEwen · Merckx · Moerenhout · Steegmans · van Bon · Van Dijk · Van Impe · Van Petegem · Vansevenant · I. Verbrugghe · R. Verbrugghe · Vierhouten
Baguet · Brandt · D'Hollander · De Clercq · Detilloux · Eeckhout · Gardeyn · Gates · Hoste · Marichal · McEwen · Merckx · Moerenhout · Steegmans · van Bon · Van Dijk · Van Impe · Van Petegem · Vansevenant · I. Verbrugghe · R. Verbrugghe · Vierhouten · Wadecki
Augé ·
Atienza · 
Bertagnolli · 
Bessy ·
Bourgain · 
Casper ·
Chavanel · 
Coyot ·
Duclos-Lassalle · 
Edaleine ·
Engoulvent ·
Farazijn · 
Fernández ·
Fofonov ·
Gané · 
Inaudi · 
Koerts · 
Marichal ·
Moinard · 
Moncoutié · 
Monier ·
O'Grady ·
Pérez · 
Roche ·
Scheirlinckx · 
Tombak · 
Tournant · 
Trentin · 
Vasseur · 
White · 
Galland (stagiair) · 
Hartmann (stagiair) · 
Sutton (stagiair)   
Augé ·
Bertagnolli · 
Bessy ·
Bourgain · 
Casper ·
Chavanel · 
Coyot ·
Duclos-Lassalle · 
Duque · 
Elijzen ·
Farrar · 
Fernández ·
Heijboer · 
Inaudi · 
Lequatre · 
Marichal ·
Minard · 
Moinard · 
Moncoutié · 
Monfort ·
Monier ·
Moreni ·
Parra ·
Pérez · 
Roche ·
Sanchez · 
Scheirlinckx · 
Sutton ·
Tournant · 
Valentin · 
Verbrugghe · 
Wiggins · 
El Fares (stagiair) ·
Godet (stagiair) ·
Hartmann (stagiair) 
Auger ·
Casar ·
Chavanel ·
Cherel ·
Da Cruz ·
Delage ·
Detilloux ·
Di Grégorio ·
Gérard ·
Gilbert ·
Gudsell ·
Guesdon ·
Jégou ·
Joly (tot 30/06) ·
Ladagnous ·
Lindgren ·
Löfkvist ·
Marichal ·
McGee ·
McLeod ·
Mengin ·
Monnerais ·
Mourey ·
Patanchon ·
Roy ·
Vaugrenard ·
Veikkanen ·
Demaret (stagiair) ·
Offredo (stagiair) ·
Roux (stagiair) 